# Janice Atkinson
Janice Ann Atkinson (* 31. August 1962 in London als Janice Small) ist eine britische Politikerin. Für die UK Independence Party (UKIP) zog sie 2014 in das Europäische Parlament ein.

## Leben und Familie
Atkinson wuchs als Tochter eines Bergarbeiters und einer Putzfrau auf. Während der Vater Sozialist war, war die Mutter Anhängerin der Torys.
Atkinson besuchte nach eigenen Angaben eine Grammar School, nachgewiesen ist der Besuch der Blackheath Bluecoat Church of England School. In ihren 20ern begann sie als Selbstständige tätig zu werden. Sie war Inhaberin eines kleinen Beratungsunternehmens für Marketing und für Kunden in verschiedenen Branchen tätig.
Aus ihrer ersten Ehe gingen zwei Söhne hervor. Sie ist mittlerweile zum zweiten Mal verheiratet. Ihr Ehemann brachte zwei weitere Kinder in die Ehe ein.

## Politik
Atkinson engagierte sich nach eigenen Angaben in ihrer Jugend für Margaret Thatcher.
Während der Wahlkampagne der Conservative Party 2005 war sie deren Pressesprecherin in der Süd-Ost-Region. Im Wahlkreis Batley and Spen bewarb sie sich bei den  Britischen Unterhauswahlen 2010 um einen Sitz, verlor jedoch gegen Mike Wood.
Atkinson ist seit 2014 Abgeordnete im Europäischen Parlament. Dort ist sie als Stellvertreterin Mitglied im Ausschuss für bürgerliche Freiheiten, Justiz und Inneres. Innerhalb ihrer Partei war sie umstritten für eine Aufsehen erregende, beleidigende Äußerung gegenüber einer Wählerin thailändischer Abstammung.
Im März 2015 wurde Atkinson aus der UKIP ausgeschlossen, nachdem sie nach einer Veranstaltung der Alliance for Direct Democracy in Europe von einem Restaurant eine Quittung über einen viel zu hohen Betrag verlangt hatte. Sie schloss sich im Juni 2015 der Fraktion Europa der Nationen und der Freiheit an und ist dort Stellvertretende Vorsitzende.